# Mariposa-judas
A mariposa-judas (Apistosia judas) é uma mariposa da subfamília Arctiinae. Foi descrita por Jacob Hübner em 1827. É encontrada no Brasil, Guatemala, Honduras, Nicarágua e Panamá.